# Albula nemoptera
Albula nemoptera är en fiskart som först beskrevs av Fowler, 1911.  Albula nemoptera ingår i släktet Albula och familjen Albulidae. IUCN kategoriserar arten globalt som otillräckligt studerad. Inga underarter finns listade i Catalogue of Life.